# Völsung

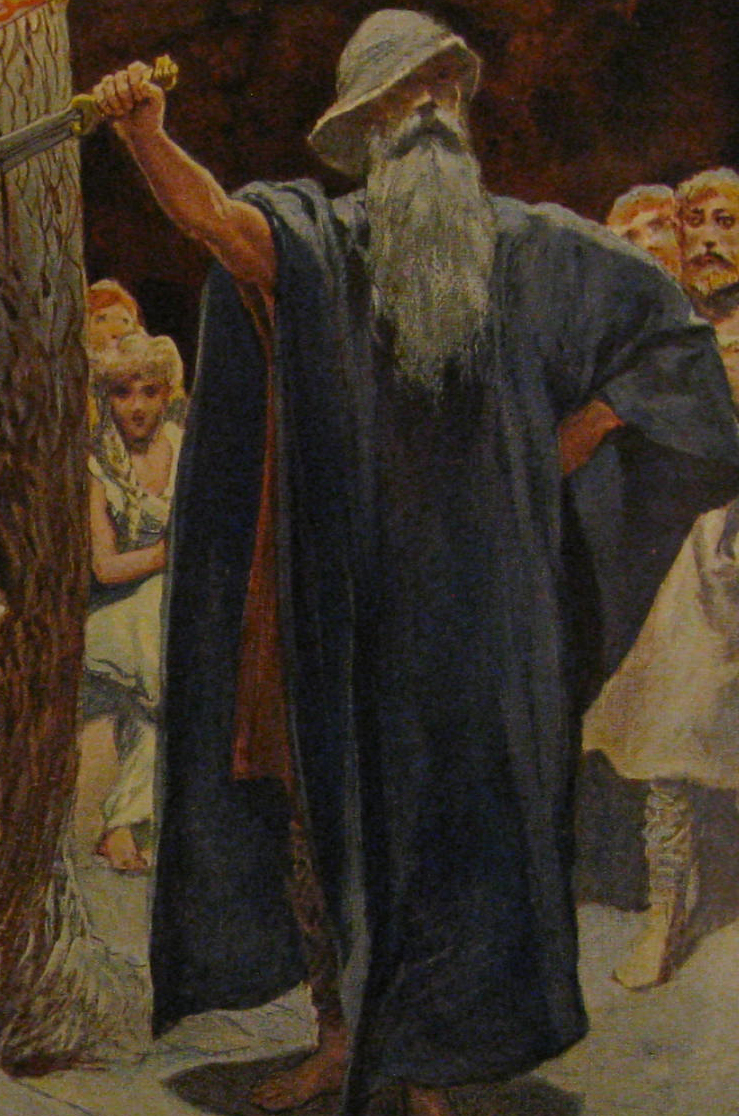
The old man (Odin) places a sword into the tree Barnstokkr after entering the hall of the Völsungs.

Völsung est un personnage de la mythologie nordique qui donne son nom au clan des Völsungs, dont les déboires sont relatés dans la Völsunga saga (en vieux norrois) et la Chanson des Nibelungen (en vieil allemand). Völsung est le fils de Rerir, le père de Sigmund et le grand-père du héros Sigurd.

## Histoire
Völsung est l'arrière-petit-fils d'Odin, et c'est également Odin qui fait en sorte que Völsung naisse. Ses parents, le roi et la reine de Gautland, ne peuvent avoir d'enfants jusqu'à ce qu'Odin et son épouse Frigg envoient une pomme de la fécondité réalisée par un messager de Frigg, Gna. Le père de Völsung, Rerir, meurt peu après. Sa femme reste enceinte pendant six ans, jusqu'à ce qu'elle en ait assez et ordonne que l'enfant naisse par césarienne, une opération qui lui coûte la vie.
L'enfant est immédiatement proclamé roi des Hunaland et épouse par la suite la géante Hljód. Ensemble, ils ont dix fils et une fille. Les plus jeunes de leurs enfants sont des jumeaux : Signý, leur fille, et Sigmund, le plus courageux et beau de leurs fils.
Völsung construit une grande salle au centre de laquelle se dressait un grand chêne appelé Branstokk. Siggeir, le roi des Geats, lui demande la main de Signý. Völsung et ses fils approuvent, mais Signy est moins enthousiaste. Le grand mariage a lieu dans la salle, lorsqu'un étranger apparaît. C'est Odin, déguisé en grand vieillard borgne. Il se dirige vers le pommier et enfonce profondément son épée dans le tronc, prophétisant que l'épée est destinée à l'homme qui pourra la retirer du pommier avant de disparaitre.
Tous les invités du mariage essaient de retirer l'épée, mais seul Sigmund y parvient, et sans effort. Son beau-frère Siggeir lui offre trois fois son poids en or pour l'épée, mais Sigmund refuse avec mépris. Furieux, Siggeir jure qu'un jour l'épée sera sienne et qu'il se vengera sur la famille de Völsung. Il rentre chez lui le lendemain, mettant fin précocement à la fête de mariage. Avant son départ, il invite les Völsungs à conclure la fête chez lui, quand l'hiver sera passé.
Trois mois plus tard, Völsung et ses fils partent pour les terres de Siggeir. Ils sont accueillis par Signy, qui les avertit que Siggeir leur a tendu un piège. Ils refusent de battre en retraite, malgré les suppliques de Signý. Lorsque l'armée de Siggeir les attaque, Völsung est tué et ses dix fils  faits prisonniers.

## Référence
- (en) Cet article est partiellement ou en totalité issu de l’article de Wikipédia en anglais intitulé « Völsung » (voir la liste des auteurs).